# Uptown Girl
Singles de Billy Joel
Tell Her About It
(1983) An Innocent Man
(1983)
Uptown Girl est une chanson écrite, composée et interprété par Billy Joel. Sortie en single le 29 septembre 1983, elle est extraite de l'album An Innocent Man.
Elle est reprise en 2001 par le groupe pop irlandais Westlife.

## Historique
La chanson parle d'un homme issu des quartiers modestes de New York (comme le Lower East Side) tentant de séduire une « Uptown Girl », soit une new-yorkaise de l'Upper East Side, où se trouvent les quartiers huppés de Manhattan.
Dans une interview[Laquelle ?], Joel affirme que la chanson originale devait s'appeler Uptown Girls et non Uptown Girl. La chanson s'inspire de sa relation entre sa petite amie Elle Macpherson, durant laquelle il rencontre la mannequin Christie Brinkley (avec qui il se marie en 1985 pour divorcer en 1994). Il a donc retravaillé la chanson pour parler de cette dernière. 
À noter que les deux femmes étaient deux des plus célèbres mannequins des années 1980.
Billy Joel a également dit que la chanson a été inspirée par les musiques de Frankie Valli & The Four Seasons.
Uptown Girl connaît un succès international. Si Tell Her About It, le précédent single tiré de l'album An Innocent Man, avait atteint la 1re place des ventes aux États-Unis, Uptown Girl se classe 3e, mais elle parvient en tête des ventes au Royaume-Uni et en Irlande. C'est la seule chanson de Billy Joel à avoir été no 1 dans ces deux pays. Elle est la 2e meilleure vente de l'année 1983 au Royaume-Uni (derrière Karma Chameleon de Culture Club) où elle s'est vendue à plus d'1 000 000 d'exemplaires à la date du 19 septembre 2017 selon The Official Charts Company ,.
En 1988, le magazine Rolling Stone classe Uptown Girl 99e dans sa liste des 100 plus importants singles dans la période 1963-1988.

## Classements hebdomadaires
| Classement (1983)                          | Meilleure position |
| ------------------------------------------ | ------------------ |
| Afrique du Sud (Springbok Radio)           | 8                  |
| Allemagne (Media Control AG)               | 18                 |
| Australie (Kent Music Report)              | 1                  |
| Autriche (Ö3 Austria Top 40)               | 18                 |
| Belgique (Flandre Ultratop 50 Singles)     | 3                  |
| Canada (RPM)                               | 4                  |
| États-Unis (Billboard Hot 100)             | 3                  |
| États-Unis (Hot Adult Contemporary Tracks) | 2                  |
| Irlande (IRMA)                             | 1                  |
| Nouvelle-Zélande (RMNZ)                    | 1                  |
| Norvège (VG-lista)                         | 3                  |
| Pays-Bas (Single Top 100)                  | 10                 |
| Royaume-Uni (UK Singles Chart)             | 1                  |

## Certifications
| Pays              | Certification |
| ----------------- | ------------- |
| États-Unis (RIAA) | Or            |
| Royaume-Uni (BPI) | Or            |

## Reprise
Uptown Girl par le groupe irlandais Westlife sort en single le 6 mars 2001 comme premier extrait de l'album World of Our Own. Il s'agit d'un single caritatif au profit de l'association Comic Relief.
Comme la version originale, celle-ci se classe no 1 au Royaume-Uni et en Irlande, et connaît un succès international. 

### Classements hebdomadaires
| Classement (2001)                      | Meilleure position |
| -------------------------------------- | ------------------ |
| Allemagne (Media Control AG)           | 8                  |
| Australie (ARIA)                       | 6                  |
| Autriche (Ö3 Austria Top 40)           | 12                 |
| Belgique (Flandre Ultratop 50 Singles) | 14                 |
| Danemark (Tracklisten)                 | 2                  |
| Écosse (OCC)                           | 1                  |
| Espagne (Promusicae)                   | 7                  |
| Finlande (Suomen virallinen lista)     | 13                 |
| France (SNEP)                          | 8                  |
| Irlande (IRMA)                         | 1                  |
| Italie (FIMI)                          | 10                 |
| Nouvelle-Zélande (RMNZ)                | 4                  |
| Norvège (VG-lista)                     | 3                  |
| Pays-Bas (Single Top 100)              | 2                  |
| Royaume-Uni (UK Singles Chart)         | 1                  |
| Suède (Sverigetopplistan)              | 2                  |
| Suisse (Schweizer Hitparade)           | 13                 |

### Certifications
| Pays              | Certification |
| ----------------- | ------------- |
| Royaume-Uni (BPI) | Platine       |